# Nikki Glaser
Nicole Rene (Nikki) Glaser (Cincinnati, 1 juni 1984) is een Amerikaanse comédienne, actrice, schrijfster en producent.

## Biografie
Glaser werd geboren in een katholiek gezin in Cincinnati en groeide vanaf zesjarige leeftijd op in Saint Louis. Ze studeerde Engelse literatuur aan de universiteit van Kansas.
Op achttienjarige leeftijd, tijdens haar studie, begon ze met stand-upcomedy. Een van haar eerste stand-ups op televisie was in The Tonight Show with Jay Leno in 2009 en nadien was Glaser onder meer te zien in Conan en Last Comic Standing. Haar stand-up special debuut was Perfect (Comedy Central) in 2016, gevolgd door Bangin (Netflix) in 2019.
Glaser was te zien in verschillende afleveringen van Comedy Central Roast. Bekend werd Glaser van de roast van Tom Brady in het Netflix-programma The Roast of Tom Brady.
Als actrice was Glaser onder andere te zien in films als I Feel Pretty, Trainwreck en Punching the Clown.
Op 5 januari 2025 presenteerde Glaser de 82e editie van de Golden Globes Awards.
- International Standard Name Identifier: 0000 0005 0330 6299
- MusicBrainz: 3dd40359-5b66-4b1a-affc-d171a34079ff